# Prosoligosita
Prosoligosita is een geslacht van vliesvleugeligen uit de familie Trichogrammatidae. De wetenschappelijke naam van dit geslacht is voor het eerst geldig gepubliceerd in 1981 door Hayat & Husain.

## Soorten
Het geslacht Prosoligosita omvat de volgende soorten:
- Prosoligosita aseta Hayat, 2009
- Prosoligosita longicauda Hayat, 2009
- Prosoligosita perplexa Hayat & Husain, 1981
- Prosoligosita proxima Hayat, 2009